# Barrio San Luis
Barrio San Luis är en ort i Colombia.   Den ligger i departementet Bogotá, i den centrala delen av landet, i huvudstaden Bogotá. Barrio San Luis ligger 2 700 meter över havet och antalet invånare är 2 000.
Terrängen runt Barrio San Luis är kuperad åt sydost, men åt nordväst är den platt. Runt Barrio San Luis är det ganska tätbefolkat, med 72 invånare per kvadratkilometer. Närmaste större samhälle är Bogotá, 9,3 km sydväst om Barrio San Luis. Trakten runt Barrio San Luis består i huvudsak av gräsmarker.